# Запашный, Эдгард Вальтерович
Э́дгард Ва́льтерович Запа́шный (род. 11 июля 1976, Ялта, Крымская область) — представитель известной цирковой династии Запашных в третьем поколении (по крови в четвёртом). Народный артист Российской Федерации (2012). Генеральный директор Большого Московского государственного цирка на проспекте Вернадского (c 2012). Генеральный продюсер и ведущий Всемирного фестиваля циркового искусства «ИДОЛ».

## Биография
Эдгард Запашный родился 11 июля 1976 года в Ялте Крымской области Украинской ССР. На арене цирка дебютировал в 1988 году в Риге.
По окончании школы вся семья уехала в КНР — в тяжёлый для страны и цирка 1991 год семье был предложен выгодный контракт на несколько лет, который позволял им спасти от голодной смерти всех своих животных. Специально для Запашных китайская сторона построила большой летний цирк в Сафари-парке близ города Шэньчжэнь.
В Китае братья Эдгард и Аскольд Запашные по просьбе руководителей Сафари-парка изменили имидж, став блондинами, чтобы выделяться среди китайцев во время ежедневных парадов.
Вместе с братом Аскольдом посетил с гастролями Россию, Китай, Японию, Венгрию, Монголию, Казахстан, Белоруссию, Монако, Италию, Финляндию, Латвию, Эстонию.
В 1998 году, на праздновании своего юбилея, народный артист России Вальтер Запашный передал сыновьям аттракцион «Среди хищников».
В ноябре 2012 года Эдгард Запашный победил в конкурсе на замещение должности директора Большого Московского государственного цирка на проспекте Вернадского и стал генеральным директором цирка, продолжая оставаться выступающим артистом.
Эдгард Запашный принял участие в разработке духов «UFO» белорусского парфюмера Влада Рекунова. В январе 2015 года во время шоу братьев Запашных «UFO. Цирк с другой планеты», проходившего в «Минск-Арене», духи «UFO. Rekunov&Zapashny» были представлены в виде флакона объёмом 130 л, который 27 августа того же года был занесён в Книгу рекордов Гиннесса как самый большой флакон духов.
В 2017 году Эдгард Запашный приобрёл шляпу, принадлежавшую Майклу Джексону, который, являя собой пример трудолюбия, у Запашного вызывал любовь и уважение с раннего возраста.
В 2018 году Запашный вошёл в Совет при Президенте Российской Федерации по культуре и искусству.
В 2022 году Эдгард Запашный открыл студию звукозаписи "FUC MUSIC", после чего в 2024 году при его финансировании открыта студия звукозаписи "THUNDER RECORDS".

## Образование
Окончил Московский институт предпринимательства и права. РГСУ — магистратура. Владеет английским языком и разговорным китайским.

## Общественно-политическая деятельность
В 2011 году подписал вместе со своим братом Аскольдом Обращение представителей общественности против информационного подрыва доверия к судебной системе Российской Федерации, в котором осуждались давление на судебную систему на фоне второго процесса по делу руководителей НК «ЮКОС».
6 февраля 2012 года был официально зарегистрирован как доверенное лицо кандидата в Президенты РФ Владимира Путина.
В марте 2014 года Запашный поддержал аннексию Крыма, подписал письмо президенту России Владимиру Путину в поддержку аннексии.
В сентябре 2016 года, как и брат, стал доверенным лицом партии «Единая Россия» на выборах в Государственную думу VII созыва и доверенным лицом мэра Москвы С. С. Собянина.
С ноября 2017 года внесён в украинскую базу «Миротворец».
Летом 2018 года вошёл в команду Звёздных послов II Европейских игр 2019 года
Член Общественного совета при Минкультуры России.
20 ноября 2018 года Эдгард Вальтерович Запашный, в соответствии с Указом Президента России, был включён в новый состав Совета при Президенте по культуре и искусству.
В 2019 году стал членом Общественного совета при Комитете по культуре Государственной Думы ФС РФ.
В декабре 2019 года высказал мнение о допустимости применения насилия к болельщикам футбольного клуба «Спартак»: «Я бы ввёл ОМОН, „покрошил“ бы этих болельщиков. Попереломал бы части тела. И завтра они бы на вы разговаривали. Неприемлемо на стадионе в присутствии маленьких детей материться». Заявление вызвало широкий резонанс в спортивной среде и крупнейших СМИ.
В 2022 году поддержал вторжение России на Украину. 19 октября 2022 года включён в санкционный список Украины лиц «которые публично призывают к агрессивной войне, оправдывают и признают законной вооруженную агрессию РФ против Украины».
В 2022 году вошел в Общественный совет при Министерстве обороны Российской Федерации.
В 2024 году стал доверенным лицом кандидата в президенты России Владимира Путина.

## Личная жизнь
В марте 2015 года стало известно, что несколько лет состоял в отношениях с фитнес-инструктором Ольгой Денисовой, с которой он познакомился во время посещения спортивного зала в Воронеже. За это время Ольга родила дочерей Стефанию (2011) и Глорию (2013). В 2017 году у Эдгарда Запашного родился сын Даниэль от Ярославы Демешко

## Награды и достижения
- 1997 — Победитель фестиваля циркового искусства «Золотая тройка» в Ярославле.
- 1999 — Заслуженный артист Российской Федерации (30 июля 1999 года) — за заслуги в области искусства[30].
- 1999 — Звание «Артист года» от Союза цирковых деятелей.
- 2001 — Лауреат премии Правительства Москвы.
- 2002 — Лауреат национальной премии «Циркъ».
- 2005 — Лауреат Международного конкурса артистов цирка в г. Саратове, главный приз «Золотая тройка». Специальный приз за высокие достижения в цирковом искусстве награждён Международными призами от Китайской ассоциации циркового искусства — награда «Золотой лев».
- 2006 — вместе с братом был занесён в Книгу рекордов Гиннесса за самый длинный прыжок льва с человеком на спине.
- 2007 — Лауреат Международного фестиваля-конкурса циркового искусства в г. Ижевске. — Главная награда «Золотой медведь».
- 2008 — Народный артист Удмуртии (13 октября 2008 года, Удмуртия)[31].
- 2011 — Победитель Международного фестиваля-конкурса циркового искусства в Москве. Специальный приз от Монгольского государственного цирка и от Большого цирка «Мундиаль» (Испания). Также имеет Общественные награды от губернатора Кемеровской области, губернатора Брянской области и губернатора Новосибирской области.
- 2011 — второй раз занесён вместе с братом в Книгу рекордов Гиннесса за рекорд-трюк «Самая высокая колонна из 3-х человек на бегущей паре лошадей».
- 2012 — Лауреат Международного фестиваля-конкурса циркового искусства в г. Ижевске и второй раз награда «Золотой медведь» за исполнение конного номера «Эллада».
- 2012 — Народный артист Российской Федерации (21 марта 2012 года) — за большие заслуги в области кинематографического, музыкального, театрального, хореографического и циркового искусства[32].
- 2012 — Орден «Ключ дружбы» (31 августа 2012 года, Кемеровская область) — за высокий профессионализм, преданность и верность своему делу[33].
- 2014 — награждён памятной медалью и благодарственным письмом от Дмитрия Медведева «За большой вклад в подготовку и проведение XXII Олимпийских зимних игр и XI Паралимпийских зимних игр 2014 года в г. Сочи».
- 2015 — награждён благодарственным письмом от В.Колокольцева — Министра внутренних дел РФ «За активную работу по подготовке и проведению комплекса мероприятий в 2014 году, направленных на социальную поддержку членов семей сотрудников органов внутренних дел, погибших при выполнении служебных обязанностей, и инвалидов вследствие военной травмы» (20 января 2012 года).
- 2016 — награждён почётной грамотой от В.Колокольцева — Министра Внутренних дел «За активную работу по подготовке и проведению комплекса мероприятий в 2015 году, направленных на социальную поддержку членов семей сотрудников органов внутренних дел, погибших при выполнении служебных обязанностей, и инвалидов вследствие военной травмы».
- 2017 — Принцесса Монако, Стефания, вручила приз «За заслуги в развитии Российского цирка».
- 2017 — Премия «Серебряный клоун» на 41-м Международном цирковом фестивале в Монте-Карло, Монако. Братья выразили несогласие с результатами голосования жюри.
- 2018 — 5 февраля приказом министра обороны РФ генерала армии Сергея Шойгу награждён ведомственной медалью «Участнику военной операции в Сирии»[34].
- 2018 — за содействие и оказание практической помощи в подготовке и проведении комплекса мероприятий, направленных на социальную поддержку членов семей сотрудников органов внутренних дел, погибших при выполнении служебных обязанностей, и инвалидов вследствие военной травмы, был награждён нагрудным знаком МВД России «За содействие МВД» (5 октября 2018 года). Награду вручил первый заместитель начальника Департамента государственной службы и кадров МВД России, генерал-лейтенант полиции Ларионов Андрей Петрович.
- 2018 — благодарность от Президента Российской Федерации, В. Путина, за активное участие в общественно-политической жизни российского общества.
- 2019 — Орден Дружбы (29 апреля 2019 года) — за большой вклад в развитие отечественной культуры и искусства, многолетнюю плодотворную деятельность[35].
- 2023 — Ветеран труда (звание).
- 2023 — премия «TIMES BEAUTY AWARDS» "Человек Года" — за неотъемлемый вклад в развитие циркового искусства.
- 2023 — медаль Министерства обороны Российской Федерации «Участнику Специальной Военной Операции».
- 2023 — медаль 2-й гвардейской Краснозаменной Общевойсковой Армии ЦВО «За вклад в нашу победу».
- 2024 — Орден Дружбы (Луганская Народная Республика)[36].
- 2024 — медаль Луганского округа донских казаков Всевеликого Войска Донского.
- 2024 — нагрудной знак "За милосердие" от Министерства Здравоохранения Луганской Народной Республики.
- 2024 — благодарность за высокий профессиональный уровень проекта «Поддержка жителей Донецкой Народной Республики и Луганской Народной Республики, участников специальной военной операции и членов их семей» в номинации «Культурно-шефская работа».
- 2024 — Нагрудный знак «За вклад в российскую культуру» (Министерство культуры Российской Федерации)[37].
- 2024 — Почётная грамота Правительства Москвы (16 июля 2024 года) — за большой вклад в развитие отечественного циркового искусства и многолетнюю плодотворную работу[38].
- 2024 — Премия Правительства Российской Федерации в области культуры (25 декабря 2024 года) — за создание и реализацию Всемирного фестиваля циркового искусства «ИДОЛ»[39].
- 2025 — Знак отличия «За заслуги перед Донецкой Народной Республикой» 3 степени.

## Творчество
Вместе с братом создал «Цирк братьев Запашных», а также много цирковых шоу, среди которых «Колизей» (2007), «Камелот» (2008), «Садко» (2009), «Камелот-2: Наместник богов» (2010), «Легенда» (2011), «К. У. К. Л. А.» (2012), «Страшная сила» (2013) и другие.
Автор и соавтор книг:
- 2008 — Вместе с братом и Анастасией Такки автор книги «Интрига».
- 2008 — Вместе с братом автор книги «Как мы дрессируем собак».
- 2009 — Вместе с братом автор книги «Камелот. Осколки легенд».
- 2011 — Автор детской книги «Мои друзья тигры».
- 2024 — Вместе с братом написал первую автобиографию «Понять хищника».[40]

Автор статей:
- С 16 апреля 2021 года по 2023 год вел авторскую колонку на одном из российских информационных порталов — Федеральное агентство новостей.

## Участие в телевизионных проектах
- «Город соблазнов» — Влад, парень Маши Светловой, супруг
- 2007 — Телешоу Первого канала «Король ринга». Стал победителем, одержав 6 побед из 7 возможных в промежуточных боях. Выиграл по очкам финальный бой с Евгением Дятловым (при минимальном преимуществе). Одним из его тренеров был Заслуженный тренер по СССР и Казахстана по боксу Леонид Тлеубаев.
- Спортивно-развлекательное шоу «Большие гонки» − участник вместе с Аскольдом Запашным.
- Гость юмористического шоу «Comedy Woman», 32 выпуск
- Клип группы «Кипелов» (песня «Вавилон»,[41])
- Клип певицы Vinky (песня «Глупая фишка»)[42]
- Эпизод в комедийном телесериале «Интерны» (2010, 33-я серия).
- Эпизод в ситкоме «Папины дочки» — Казимир Топазов, дрессировщик из цирка (2011, 365-я серия)
- Эпизод в сериале «Реальные пацаны» (2011, 3 сезон).[43]
- Клип певицы Евы (песня «Не молчи», 2011)[44]
- Телешоу «Клуб весёлых и находчивых» 2012 год — приглашённая звезда в конкурсе «СТЭМ со звездой» сборной команды КВН г. Пятигорска «ГородЪ ПятигорскЪ».
- Телешоу «Куб» 2013 год — прошёл 6 из 7 испытаний, выигрыш составил 1 500 000 рублей.
- Клип группы «Дискотека Авария» «Кукла».
- В 2011 году Запашный снялся в фильме Юлия Гусмана «Не бойся, я с тобой! 1919» в роли ученика Сан Саныча (играет Лев Дуров)[45].
- ХБ — камео
- Эпизод в телесериале «Семейный бизнес».
- Программа «Большой вопрос» (участник, эфир 16 ноября 2014 года)
- В одном из выпусков программы «Империя иллюзий: Братья Сафроновы» Эдгард предстал в качестве иллюзиониста (эфир 28 февраля 2015 года).
- Со 2 ноября 2014 по 12 марта 2022 года — автор идеи, генеральный продюсер и бессменный ведущий программы «Легенды цирка с Эдгардом Запашным» на телеканале «Звезда»[46].
- 2016 — автор идеи фильма «Маргарита Назарова». Также исполнил в фильме одну из ролей второго плана. Цирк братьев Запашных участвовал в постановке сцен с тиграми в сериале
- С 12 ноября 2019 года ведущий программы «За гранью с Эдгардом Запашным» в рамках шоу «Подъём» на телеканале ТНТ International Беларусь
- С 14 января 2021 года — ведущий программы «Живая природа с Эдгардом Запашным» на радио Sputnik[47].
- С 9 сентября 2023 года — автор идеи и ведущий программы «Мужики» на телеканале «Звезда»[48].
- 2024 — продюсер сериала «Цирк!» на СТС

## Озвучивание мультфильмов
- 2020 — Огонёк-Огниво — Пожарный